# 科祖利卡 (俄罗斯)
科祖利卡（羅馬化：Kozulʹka）是俄罗斯克拉斯诺亚尔斯克边疆区的市级镇、科祖利卡区行政中心，地处克拉斯诺亚尔斯克边疆区南部，在边疆区首府克拉斯诺亚尔斯克西偏北方。设有同名铁路车站；R255公路（西伯利亚公路）经过该地。
该地2021年人口有7,636人；2010年人口7,998；2002年人口8,800；1989年人口8,910。